# Reichstagswahlkreis Oberbayern 4

Die Wahlkreisaufteilung des Deutschen Reichs.

Der Reichstagswahlkreis Oberbayern 4 (Wahlkreis 240; Wahlkreis Ingolstadt) war der Reichstagswahlkreis für die Reichstagswahlen im Deutschen Reich und im Norddeutschen Bund von 1867 bis 1918.

## Wahlkreiszuschnitt
Der Wahlkreis umfasste die Städte Ingolstadt und Freising sowie die Bezirksämter Pfaffenhofen, Freising und Ingolstadt ohne die Gemeinden Baar, Ebenhausen, Hagau, Manching, Niederstimm, Oberstimm, Pichl, Reichertshofen, Winden und Zuchering. Der Wahlkreis war eine Parteihochburg des Zentrums. Er wurde immer im ersten Wahlgang mit deutlichen Mehrheiten entschieden.
| Jahr | Einwohner |
| ---- | --------- |
| 1890 | 113.513   |
| 1895 | 118.424   |
| 1900 | 119.961   |
| 1905 | 126.391   |
| 1910 | 131.721   |

|      | Landwirtschaft | Industrie und Gewerbe | Handel und Dienstleistungen |
| ---- | -------------- | --------------------- | --------------------------- |
| 1895 | 62,5           | 16,8                  | 20,7                        |
| 1907 | 62,2           | 21,2                  | 16,6                        |

|      | Evangelisch | Katholisch |
| ---- | ----------- | ---------- |
| 1890 | 3,9         | 95,9       |
| 1905 | 5,2         | 94,6       |
| 1910 | 4,9         | 94,9       |

## Abgeordnete
| Wahl                             | Abgeordneter          | Partei                                              | Bild |
| -------------------------------- | --------------------- | --------------------------------------------------- | ---- |
| Zollparlamentswahl 1868 bis 1890 | Peter Karl von Aretin | Bayerische Patriotenpartei, Deutsche Zentrumspartei | 0    |
| Reichstagswahl 1890 bis 1907     | Josef Aichbichler     | Deutsche Zentrumspartei                             |      |
| Reichstagswahl 1907 bis 1912     | Karl von Freyberg     | Deutsche Zentrumspartei                             |      |
| Reichstagswahl 1912 bis 1918     | August Ponschab       | Deutsche Zentrumspartei                             |      |

## Wahlen

### Zollparlament
Es fand nur ein Wahlgang statt. Die Zahl der gültigen Stimmen betrug 12.394.
| Kandidat              | Partei                     | Stimmen | in % | Anmerkungen |
| --------------------- | -------------------------- | ------- | ---- | ----------- |
| Peter Karl von Aretin | Bayerische Patriotenpartei |         | 0    | 0           |

### Reichstagswahl 1871
Es fand ein Wahlgang statt. 18.305 Männer waren wahlberechtigt. Die Zahl der abgegebenen Stimmen betrug 11.840, 19 Stimmen waren ungültig. Die Wahlbeteiligung betrug 64,8 %.
| Kandidat              | Partei                     | Stimmen | in % | Anmerkungen |
| --------------------- | -------------------------- | ------- | ---- | ----------- |
| Peter Karl von Aretin | Bayerische Patriotenpartei | 6635    | 0    | 0           |
| Mittermayer           | NLP                        | 5200    | 0    | Kaufmann    |
| 0                     | Sonstige                   | 5       | 0    | 0           |

### Reichstagswahl 1874
Es fand ein Wahlgang statt. 20.571 Männer waren wahlberechtigt. Die Zahl der abgegebenen Stimmen betrug 15.073, 60 Stimmen waren ungültig. Die Wahlbeteiligung betrug 73,6 %.
| Kandidat                     | Partei                     | Stimmen | in % | Anmerkungen |
| ---------------------------- | -------------------------- | ------- | ---- | ----------- |
| Peter Karl von Aretin        | Bayerische Patriotenpartei | 12.901  | 0    | 0           |
| Anton Rieder (-Pfaffenhofen) | NLP                        | 2150    | 0    | 0           |
| 0                            | Sonstige                   | 22      | 0    | 0           |

### Reichstagswahl 1877
Es fand ein Wahlgang statt. 21.570 Männer waren wahlberechtigt. Die Zahl der abgegebenen Stimmen betrug 13.459, 33 Stimmen waren ungültig. Die Wahlbeteiligung betrug 62,5 %.
| Kandidat              | Partei                     | Stimmen | in % | Anmerkungen |
| --------------------- | -------------------------- | ------- | ---- | ----------- |
| Peter Karl von Aretin | Bayerische Patriotenpartei | 11.302  | 0    | 0           |
|                       | NLP                        | 2046    | 0    | 0           |
|                       | unbest.                    | 83      | 0    | 0           |
| 0                     | Sonstige                   | 28      | 0    | 0           |

### Reichstagswahl 1878
Es fand ein Wahlgang statt. 21.825 Männer waren wahlberechtigt. Die Zahl der abgegebenen Stimmen betrug 12.001, 26 Stimmen waren ungültig. Die Wahlbeteiligung betrug 53,1 %.
| Kandidat              | Partei                     | Stimmen | in % | Anmerkungen |
| --------------------- | -------------------------- | ------- | ---- | ----------- |
| Peter Karl von Aretin | Bayerische Patriotenpartei | 10.014  | 0    | 0           |
| von Cetto             | NLP                        | 1936    | 0    | 0           |
|                       | NLP                        | 48      | 0    | 0           |
| 0                     | Sonstige                   | 3       | 0    | 0           |

### Reichstagswahl 1881
Es fand ein Wahlgang statt. 21.346 Männer waren wahlberechtigt. Die Zahl der abgegebenen Stimmen betrug 7778, 13 Stimmen waren ungültig. Die Wahlbeteiligung betrug 36,5 %.
| Kandidat              | Partei                     | Stimmen | in % | Anmerkungen |
| --------------------- | -------------------------- | ------- | ---- | ----------- |
| Peter Karl von Aretin | Bayerische Patriotenpartei | 7625    | 0    | 0           |
| Fuchsbühler           | Lib                        | 46      | 0    | Posthalter  |
|                       | Lib                        | 52      | 0    | 0           |
| 0                     | Sonstige                   | 56      | 0    | 0           |

### Reichstagswahl 1890
Für die Reichstagswahl 1890 plante das "Wahlkomitee der nichtultramontanen Wähler" Helmuth von Moltke als gemeinsamen Kandidaten aufzustellen. Nach dessen Ablehnung der Kandidatur wurde zur Wahlenthaltung aufgerufen. Es fand ein Wahlgang statt. Die Zahl der Wahlberechtigten betrug 21.387, die Zahl der Wähler 10.528. Die Wahlbeteiligung betrug 49,2 %. 59 Stimmen waren ungültig.
| Kandidat          | Partei   | Stimmen | in %   | Anmerkungen            |
| ----------------- | -------- | ------- | ------ | ---------------------- |
| Beck              | K        | 74      | 0,7 %  | Gutsbesitzer, Ratsberg |
| 0                 | NLP      | 29      | 0,3 %  | 0                      |
| Georg von Vollmar | SPD      | 437     | 4,2 %  | 0                      |
| Josef Aichbichler | Zentrum  | 9772    | 93,3 % | 0                      |
| 0                 | Zentrum  | 29      | 0,3 %  | 0                      |
| 0                 | Sonstige | 1,2 %   | 0      |                        |

### Reichstagswahl 1893
Für die Reichstagswahl 1893 sind keine Wahlkreisbündnisse bekannt. Es fand ein Wahlgang statt. Die Zahl der Wahlberechtigten betrug 22.460, die Zahl der Wähler 13.195. Die Wahlbeteiligung betrug 58,7 %. 46 Stimmen waren ungültig.
| Kandidat            | Partei   | Stimmen | in %   | Anmerkungen     |
| ------------------- | -------- | ------- | ------ | --------------- |
| Mathias Maier       | BB       | 589     | 4,5 %  | Ökonom in Lerum |
| Johann Baptist Sigl | Pt       | 340     | 2,6 %  | 0               |
| Friedrich Lutz      | K        | 90      | 0,7 %  | 0               |
| Eduard Schmid       | SPD      | 823     | 6,2 %  | 0               |
| Josef Aichbichler   | Zentrum  | 11.180  | 85,0 % | 0               |
| 0                   | Sonstige | 1,0 %   | 0      |                 |

### Reichstagswahl 1898
Für die Reichstagswahl 1898 sind keine Wahlkreisbündnisse bekannt. Es fand ein Wahlgang statt. Die Zahl der Wahlberechtigten betrug 22.586, die Zahl der Wähler 13.408. Die Wahlbeteiligung betrug 59,4 %. 44 Stimmen waren ungültig.
| Kandidat          | Partei       | Stimmen | in %   | Anmerkungen                 |
| ----------------- | ------------ | ------- | ------ | --------------------------- |
| Joseph Wörmann    | BB           | 5769    | 43,2 % | Ökonom in Unterkienberg     |
| Eduard Schmid     | SPD          | 637     | 4,7 %  | 0                           |
| Josef Aichbichler | Zentrum      | 6868    | 51,4 % | 0                           |
| Ferdinand Müller  | Unabhängiger | 63      | 0,5 %  | Bauamtsassessor in Freising |
| 0                 | Sonstige     | 1,0 %   | 0      |                             |

### Reichstagswahl 1903
Für die Reichstagswahl 1903 sind keine Wahlkreisbündnisse bekannt. Es fand ein Wahlgang statt. Die Zahl der Wahlberechtigten betrug 23.444, die Zahl der Wähler 16.755. Die Wahlbeteiligung betrug 71,5 %. 64 Stimmen waren ungültig.
| Kandidat          | Partei   | Stimmen | in %   | Anmerkungen              |
| ----------------- | -------- | ------- | ------ | ------------------------ |
| Jakob Gradmeier   | BB       | 4187    | 25,0 % | Gutsbesitzer, Scheuerhof |
| Ludwig Wenng      | CS       | 98      | 0,6 %  | 0                        |
| Wagner            | NLP      | 1156    | 6,9 %  | 0                        |
| Eduard Schmid     | SPD      | 1318    | 7,9 %  | 0                        |
| Josef Aichbichler | Zentrum  | 9844    | 59,0 % | 0                        |
| 0                 | Sonstige | 0,2 %   | 0      |                          |

### Reichstagswahl 1907
Für die Reichstagswahl 1907 wurde der Oberinspektor Stindt als gemeinsamer liberaler Kandidat von NLP, Freisinniger Volksparte und DVP aufgestellt. Es fand ein Wahlgang statt. Die Zahl der Wahlberechtigten betrug 24.423, die Zahl der Wähler 18.715. Die Wahlbeteiligung betrug 73,6 %. 57 Stimmen waren ungültig.
| Kandidat          | Partei   | Stimmen | in %   | Anmerkungen |
| ----------------- | -------- | ------- | ------ | ----------- |
| Jakob Gradmeier   | BB       | 2436    | 13,1 % | 0           |
| Ludwig Stind      | NLP      | 1535    | 8,2 %  | 0           |
| Eduard Schmid     | SPD      | 1742    | 9,3 %  | 0           |
| Karl von Freyberg | Zentrum  | 12.930  | 69,3 % | 0           |
| 0                 | Sonstige | 0,1 %   | 0      |             |

### Reichstagswahl 1912
Für die Reichstagswahl 1912 war der Bahnverwalter Hoffmann gemeinsamer Kandidat von Fortschrittlicher Volkspartei und NLP. Es fand ein Wahlgang statt. Die Zahl der Wahlberechtigten betrug 26.076, die Zahl der Wähler 20.028. Die Wahlbeteiligung betrug 76,8 %. 73 Stimmen waren ungültig.
| Kandidat          | Partei   | Stimmen | in %   | Anmerkungen |
| ----------------- | -------- | ------- | ------ | ----------- |
| Georg Eisenberger | BB       | 1333    | 6,7 %  | 0           |
| Joseph Hoffmann   | NLP      | 1699    | 8,5 %  | 0           |
| Alwin Sänger      | SPD      | 2151    | 10,8 % | 0           |
| August Ponschab   | Zentrum  | 14.747  | 73,9 % | 0           |
| 0                 | Sonstige | 0,1 %   | 0      |             |